# Stefano Lombardi (generale)

Stefano Lombardi

Stefano Lombardi (Dronero, 1862 – 1925) è stato un generale italiano, distintosi particolarmente al comando del VI Corpo d'armata nel corso della prima guerra mondiale. Insignito della Croce di Commendatore dell'Ordine militare di Savoia e di tre Medaglie d'argento al valor militare.

## Biografia
Nacque a Dronero, provincia di Cuneo, nel 1862. Arruolatosi nel Regio Esercito frequentò la Regia Accademia Militare di Artiglieria e Genio di Torino da dove uscì con il grado di sottotenente, assegnato all'arma di artiglieria. Mentre era in servizio presso l'artiglieria da montagna, con Regio Decreto del 4 novembre 1889 fu promosso capitano, e assegnato al Corpo di stato maggiore. Nel 1893 era capitano in forza allo stato maggiore della Divisione territoriale di Cuneo (4ª), allora al comando del tenente generale Giuseppe Besozzi.
Tra il 14 giugno 1894 e il 10 marzo 1896 fu in servizio nella Divisione di Stato Maggiore presso il Ministero della guerra, allora retto dal tenente generale Stanislao Mocenni.
Nel 1907, con il grado di tenente colonnello, risultava in servizio presso l'ufficio segreteria del Corpo di stato maggiore, alle dipendenze del capo di stato maggiore del Regio Esercito, generale Tancredi Saletta. All'atto dell'entrata in guerra del Regno d'Italia, avvenuta il 24 maggio 1915, con il grado di maggior generale ricopriva l'incarico di Intendente generale della 3ª Armata, inizialmente sotto il generale Luigi Zuccari, poi Vincenzo Garioni e quindi Emanuele Filiberto di Savoia-Aosta.  Ricoprì tale incarico sino al 7 aprile 1916, quando fu sostituito dal maggior generale Giacomo Ponzio. Mentre ricopriva tale incarico fu coinvolto nella corte marziale comminata al maggiore Carlo Zunini, per aver redatto un critico memoriale contro il Comando supremo militare italiano.
Il 23 settembre 1917 fu nominato comandante, in sostituzione di Angelo Gatta, del VI Corpo d'armata, che mantenne sino al 21 gennaio 1919, comandandolo durante la battaglia di Caporetto, quella del solstizio e nel corso di quella di Vittorio Veneto.
Insignito della Croce di Commendatore dell'Ordine militare di Savoia e di tre Medaglie d'argento al valor militare, dopo la fine della guerra cedette il comando del VI Corpo d'armata a Giacomo Ponzio, ed assunse il comando del Corpo d'armata territoriale di Alessandria, che mantenne sino al 16 giugno 1920, quando fu messo a disposizione per compiti ispettivi. Si spense nel 1925.

### Fonti
1. ↑  Gazzetta Ufficiale del Regno d'Italia n.270 del 14 novembre 1889, pag.3852.
2. ↑   Annuario militare del Regno d'Italia, 1893,  p. 506. URL consultato il 29 marzo 2021.
3. ↑   Annuario d'Italia, Calendario generale del Regno, 1895,  p. 88. URL consultato il 29 marzo 2021.
4. 1 2  Coltrinari storia militare.
5. ↑  Finizio 2017, p. 348.
6. ↑  Coltrinari storia militare.
7. ↑   Bollettino ufficiale delle nomine, promozioni e destinazioni negli uffiziali, 1920,  p. 2855. URL consultato il 29 marzo 2021.
8. ↑  Sito web del Quirinale: dettaglio decorato.
9. ↑  Gazzetta Ufficiale del Regno d'Italia n.133 del 6 giugno 1918, pag.1611.
10. ↑   Bollettino ufficiale delle nomine, promozioni e destinazioni negli uffiziali, 1919,  p. 2946. URL consultato il 29 marzo 2021.